# Contea della Lapponia
La contea della Lapponia (Lapin lääni in finlandese, Lapplands län in svedese) è stata dal 1938 al 2009 una delle contee della Finlandia.

## Geografia fisica
Confinava a sud con la contea di Oulu, da cui fu staccata nel 1938, ad ovest si affacciava sul golfo di Botnia e con la contea svedese di Norrbotten, a nord confinava con la contea norvegese di Finnmark ed ad est con l'oblast' russo di Murmansk.
La contea della Lapponia era la più grande della Finlandia, costituendo il 30% della superficie totale della nazione. La contea aveva comunque una bassa densità di popolazione, comprendendo circa 190 000 abitanti (2 persone/chilometro quadrato).

## Amministrazione
La contea della Lapponia fu sostituita nel 2010 dall’Agenzia amministrativa regionale della Lapponia. L’unica provincia è la provincia della Lapponia.